# Harry Prieste
Harry Prieste (Fresno (California), Estados Unidos, 23 de noviembre de 1896-Camden (Nueva Jersey), 19 de abril de 2001) fue un clavadista o saltador de trampolín estadounidense especializado en plataforma de 10 metros, donde consiguió ser medallista de bronce olímpico en 1920.

## Carrera deportiva
En los Juegos Olímpicos de 1920 celebrados en Amberes (Bélgica) ganó la medalla de bronce en los saltos desde la plataforma de 10 metros, con una puntuación de 93 puntos, tras su compatriota Clarence Pinkston y el sueco Erik Adlerz.